# Theme of secrets
Theme of secrets is het enige muziekalbum dat onder de eigen naam van Eddie Jobson is uitgegeven.

## Inldeiding
In terugblik vond men zijn eerste album The green album meer een groepsalbum met als band Zinc. Jobson ging daarna aan de slag voor de opvolger The blue album. The green album kwam echter onder de aandacht van Peter Baumann, dan ex-lid van Tangerine Dream. Hem viel een bepaalde sequence op en nam contact op met Jobson om een album af te leveren voor Baumanns platenlabel Private Music. Baumann was ervaren op het gebied van sequencers door zijn periode bij Tangerine Dream. Jobson was in die tijd gevallen voor een nieuwe synthesizer, de Synclavier, Baumann zou bij de aanschaf bijgedragen hebben. Het volledig instrumentale album werd opgenomen in Beartrack Studios in Suffern (New York). Het album is opgedragen aan Jobsons ouders. Het album was gestoken in een hoes van Glen Wrexler.

## Musici
- Eddie Jobson – synclavier

## Muziek
| Nr. | Titel                | Duur |
| --- | -------------------- | ---- |
| 1.  | Inner secrets        | 3:50 |
| 2.  | Spheres of influence | 2:56 |
| 3.  | The sojourn          | 6:30 |
| 4.  | Ice festival         | 6:36 |

| Nr. | Titel              | Duur |
| --- | ------------------ | ---- |
| 1.  | Theme of secrets   | 5:23 |
| 2.  | Memories of Vienna | 5:00 |
| 3.  | Lakemist           | 6:00 |
| 4.  | Outer secrets      | 6:35 |

## Nasleep
In de Nederlandse pers werd rond de uitgifte nauwelijks aandacht aan het album besteed. Ook later vroeg men zich af binnen welk genre dit album thuishoort; is het pure ambient of valt het binnen de ruimere categorie van elektronische muziek. Het album viel wel in de smaak bij Wim van Putten die het titelnummer ging gebruiken als herkenningsmelodie voor de cd-show. Een aantal tracks was te horen in de Britse televisieserie Art of landscape.
Paul Kohler omschreef het album op AllMusic als "This masterpiece of soundscapes was created by using the Synclavier computer, and is a brilliant album from start to finish". De muziek wijkt sterk af ten opzichte van Jobsons groepswerk bij Roxy Music, UK en Frank Zappa. Een volgend album werd opgenomen onder de werktitel Theme of mystery, maar werd nooit uitgebracht. Jobson ging verder met televisie- en filmmuziek.
Door de jaren heen kreeg het album een aantal heruitgaven. Zo ook in 2019 door Globe Music, waarbij IO Pages constateerde dat de muziek nauwelijks aan zeggingskracht had ingeboet, vooral het titelnummer.